# Municipio de Webster (Minnesota)
El municipio de Webster (en inglés, Webster Township) es un municipio del condado de Rice, Minnesota, Estados Unidos. Tiene una población estimada, a mediados de 2022, de 1787 habitantes.

## Geografía
Está ubicado en las coordenadas 44°29′54″N 93°20′11″O / 44.49833, -93.33639 (44.498419, -93.336503). Según la Oficina del Censo, tiene una superficie total de 92.4 km², de los cuales 90.8 km² corresponden a tierra firme y 1.6 km² están cubiertos de agua.

## Demografía
Según el censo de 2020, en ese momento había 1777 personas residiendo en la zona. La densidad de población era de 19.6 hab./km². El 92.01 % de los habitantes eran blancos, el 0.23 % eran afroamericanos, el 0.11 % eran amerindios, el 0.62 % eran asiáticos, el 1.58 % eran de otras razas y el 5.46 % eran de una mezcla de razas. Del total de la población, el 2.42 % eran hispanos o latinos de cualquier raza.